# Nhà thờ Thánh Vitus ở Rusovka
Nhà thờ Thánh Vitus ở Rusovka (tiếng Slovakia: Kostol svätého Víta v Rusovce) là di tích kiến trúc thiêng liêng lâu đời nhất ở quận Rusovka, thành phố Bratislava, Slovakia. Vào ngày 11 tháng 12 năm 1985, nhà thờ này được ghi danh vào Danh sách Di tích Trung ương theo quyết định của Bộ Văn hóa Cộng hòa Slovakia.

## Lịch sử
Sự ra đời của nhà thờ Thánh Vitus ở Rusovka được ghi lại bằng một dòng chữ Latinh khắc trên đá vào thời Phục hưng nằm phía trên cổng phía nam. Theo dòng chữ này, nhà thờ được cha xứ người Nga Peter Tisliarich thành lập vào ngày 15 tháng 6 năm 1613, với sự đồng ý của Tổng giám mục Kaloč lúc bấy giờ là Demeter Napragi. Nhà thờ Thánh Vitus được xây dựng theo phong cách kiến trúc Phục hưng trên địa điểm trước đó từng là một nhà thờ được xây dựng theo phong cách kiến trúc Romanesque tồn tại từ năm 1208.
Từ lúc xây dựng đến nay, nhà thờ nhiều lần được tái thiết. Trong đó, lần xây dựng lại trong thập niên 1950 đã gây ảnh hưởng nặng nề đến nội thất của nhà thờ, cụ thể là nhà thờ bị làm trống và biến thành một hiệu sách. Nhiều đồ nội thất quý hiếm của nhà thờ hoặc bị mất hoặc bị làm hư hại đến mức không thể cứu vãn được.